# Sericoides andina
Sericoides andina är en skalbaggsart som beskrevs av Germain 1863. Sericoides andina ingår i släktet Sericoides och familjen Melolonthidae. Inga underarter finns listade i Catalogue of Life.